# Уна Морріс
Уна Лоррейн Морріс (англ. Una Lorraine Morris; 17 січня 1947, Кінгстон, Ямайка) — ямайська легкоатлетка.
Бронзова призерка Панамериканських ігор 1967 року, дворазова бронзова призерка Ігор Співдружності 1966 року.
Тричі, у 1964, 1968 та 1972 роках, брала участь в літніх Олімпійських іграх.
Двічі, у 1963 та 1964 роках, визнавалась спортсменкою року на Ямайці.

## Виступи на Олімпіадах

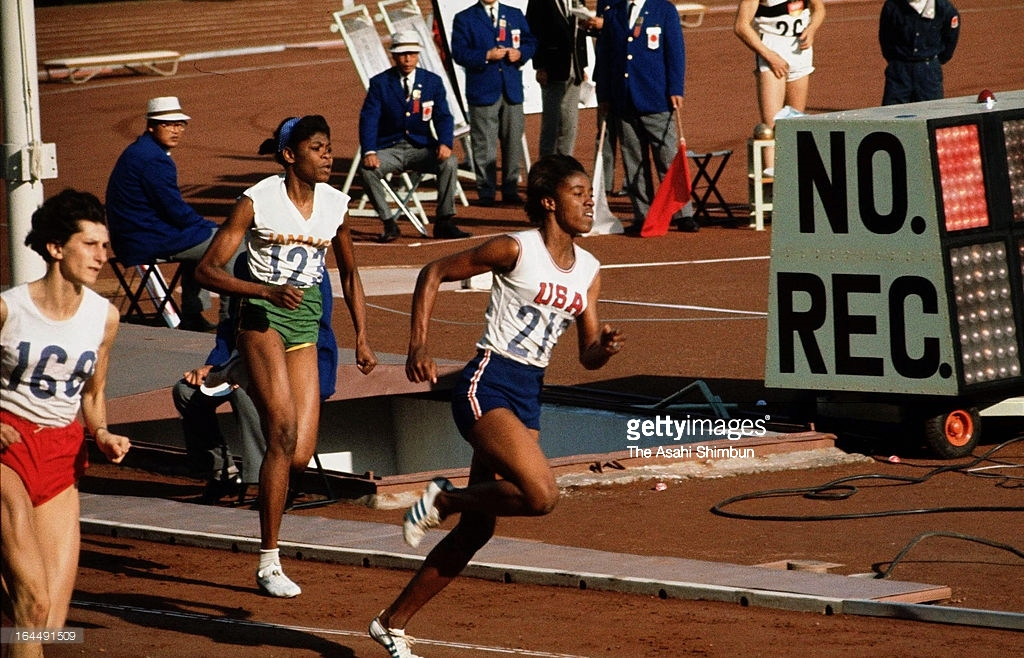
Ірена Шевінська (Польща), Уна Морріс (Ямайка) і Едіт Макгуаєр (США) у фіналі 200-метрівки на літніх Олімпійських іграх 1964 року в Токіо (Японія).

| Олімпіада   | Дисципліна            | Місце   |
| ----------- | --------------------- | ------- |
| Токіо 1964  | біг на 200 метрів     | 4       |
| Токіо 1964  | біг на 400 метрів     | 1/2 (6) |
| Токіо 1964  | естафета 4×100 метрів | участь  |
| Мехіко 1968 | біг на 200 метрів     | 1/2 (7) |
| Мехіко 1968 | біг на 400 метрів     | 1/2 (6) |
| Мехіко 1968 | естафета 4×100 метрів | участь  |
| Мюнхен 1972 | біг на 200 метрів     | 1/4 (5) |
| Мюнхен 1972 | естафета 4×400 метрів | участь  |